# Snap fit
Una presilla es un mecanismo integral de enganche para fijar una parte con otra. Una presilla es diferente de otros métodos de fijación, ya que no requiere de elementos adicionales para llevar a cabo la función de fijación. Los elementos de acoplamiento se deforman elásticamente para que se produzca la interferencia, permitiendo que las partes encajen.
Se asocian de forma común con los plásticos, aunque también se pueden usar de forma efectiva en aplicaciones metal-metal o plástico-metal.

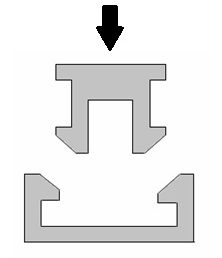
Tipo de unión mediante presillas.

## Materiales
El criterio más importante para un ajuste a presión es la flexibilidad, esta puede ser grande o pequeña dependiendo del tipo de bloqueo.
Las presillas se usan más en los plásticos por la flexibilidad del material. Tecnologías de procesamiento del plástico como el moldeo por inyección han permitido obtener formas complejas económicamente viables. Esta técnica permite obtener una muy buena relación coste- eficiencia ya que se reduce el tiempo de ensamblaje y minimiza el número de piezas que se necesitan debido a que las piezas de acoplamiento son moldeadas directamente al mismo tiempo que las partes, siendo ambas del mismo material.
Al realizar los cálculos para el diseño de las presillas hay que tener en cuenta cuatro características para el material: Coeficiente fricción (µ), Módulo de elasticidad (E), tensión (σ) y deformación (ε).
Hay que tener en cuenta tres supuestos para los plásticos:
1. Linealidad elástica. Los plásticos tienen linealidad elástica en la zona en la que trabajan.
2. homogeneidad. Es homogéneo aunque en realidad depende de muchos factores como la materia prima, el flujo   molde y la refrigeración.
3. Isótropos. Los plásticos no son exactamente isótropos aunque se garantiza que las mejores propiedades están en la dirección correcta.

## Características
Las características fundamentales son: la fortaleza, la restricción, la compatibilidad y la robustez.

### Aptitud para el ensamblaje
En las uniones mediante presillas el ensamblaje se realiza de forma muy rápida, ya que solo se requiere de una pequeña deformación elástica de los elementos de interferencia para realizar la unión. No se precisa de herramientas o maquinaria especial.
Debido a la facilidad de ensamblaje, este método se puede llevar a cabo de forma eficiente mediante trabajadores o mediante automatización.

### Desmontabilidad
La desmontabilidad de la unión depende de la naturaleza y del tipo de bloqueo.
- Naturaleza del bloqueo:
  - Permanente: cuando se aplica un bloqueo permanente el desmontaje es difícil.
  - No permanente:Se utiliza cuando la aplicación está destinada a desmontarse, debido a su facilidad.
- Tipo de bloqueo:
  - Liberación del bloqueo: diseñado para permitir la separación de las partes cuando se aplica una fuerza a las mismas.
  - No liberación del bloqueo: requiere de la desviación manual del cierre para la separación de las partes. Hay que aplicar una fuerza y ejercer una deformación.

### Nivel de seguridad
- - Presilla fija: no hay movimiento relativo entre las partes después de fijarse.
  - Presilla móvil: hay movimiento relativo entre las partes después de fijarse.
- Dirección de acoplamiento: Es la dirección final en la que la pieza de encaje se mueve para realizar la unión. Es importante seleccionar una dirección de forma que la opuesta no esté en la misma dirección que una fuerza significativa en la fijación, ya que si se diera este caso la unión debería soportar un mayor esfuerzo pudiendo llegar a la rotura de la misma.

## Aplicaciones
Las ventajas de la facilidad de montaje y desmontaje y las capacidades de ingeniería cada vez mayores en plásticos, hacen ahora de las presillas un serio candidato para las aplicaciones una vez considerados otros métodos alternativos.
Mientras en juguetes o pequeñas aplicaciones las presillas ya se han utilizado durante mucho tiempo, este método de unión se está extendiendo en la actualidad en componentes de automoción o campos electrónicos, así como en aplicaciones estructurales.